# Kuća Matija Ivanića u Vrboskoj
Kuća Matija Ivanića nalazi se u Vrboskoj, općina Jelsa, na adresi Vrboska 324a.

## Opis
Kuća je smještena na središnjem dijelu južne obale Vrboske, uz samu obalnu crtu. Kuća je prema predaji pripadala Matiju Ivaniću, vođi Hvarskoga ustanka protiv Mletačke Republike, iako su njezini poznati povijesni vlasnici obitelji Blašković i Cosmi. Kuća je L-tlocrta koji zatvara ograđeno dvorište pred sjevernim pročeljem. U začelju kuće je prostrani vrt. Ukupno gledajući sklop ima osobine ljetnikovca što je izvorno najvjerojatnije i bio jer obitelj Ivanić nije bila trajno nastanjena u Vrboskoj. U dvorištu se nalazi kameno vanjsko stubište. Pročelja su ukrašena renesansnom arhitektonskom dekoracijom.

## Zaštita
Pod oznakom Z-5649 zavedena je kao nepokretno kulturno dobro - pojedinačno, pravna statusa zaštićena kulturnog dobra, klasificirano kao "javne građevine".